# Espalais
Espalais là một xã của tỉnh Tarn-et-Garonne, thuộc vùng Occitanie, miền nam nước Pháp.